# Tieralplistock
Tieralplistock är en bergstopp i Schweiz.   Den ligger i distriktet Interlaken-Oberhasli och kantonen Bern, i den centrala delen av landet, 80 km öster om huvudstaden Bern. Toppen på Tieralplistock är 3 383 meter över havet, eller 323 meter över den omgivande terrängen. Bredden vid basen är 5,5 km.
Terrängen runt Tieralplistock är huvudsakligen bergig, men den allra närmaste omgivningen är kuperad. Trakten runt Tieralplistock är nära nog obefolkad, med mindre än två invånare per kvadratkilometer.. Närmaste större samhälle är Meiringen, 17,7 km nordväst om Tieralplistock. 
Trakten runt Tieralplistock består i huvudsak av gräsmarker.